# كأس الاتحاد 1964
كأس الاتحاد 1964 (بالإنجليزية: 1964 Federation Cup)‏ هو الموسم 2 من  كأس فيد. أقيم خلال الفترة 1 سبتمبر 1964 وحتى 5 سبتمبر 1964، وفاز فيه منتخب أستراليا لكأس فيد.